# Eglingen
Eglingen település Franciaországban, Haut-Rhin megyében. Lakosainak száma 365 fő (2022. január 1.). Eglingen Balschwiller, Saint-Bernard, Carspach és Hagenbach községekkel határos.

## Népesség
A település népességének változása:
| Lakosok száma | 367  | 366  | 375  | 365  | 368  | 371  | 378  | 372  | 365  |
|               | 2013 | 2015 | 2016 | 2017 | 2018 | 2019 | 2020 | 2021 | 2022 |

## Híres szülöttei
- Georges Thurnherr (1886–1958) olimpiai bronzérmes francia tornász